# Hermann Haessel
Hermann Adolf Haessel (* 26. März 1819 in Leipzig; † 8. Februar 1901 ebenda) war ein evangelischer deutscher Buchhändler und Verleger.

## Leben

Originalausgaben von Conrad Ferdinand Meyer im Verlag H. Haessel, Leipzig

Der Sohn kinderreicher Eltern besuchte die Armenschule und wurde Ostern 1834 Laufjunge bei dem Buchhändler Leopold Voß (1793–1868). Kurze Zeit später stellte Voß ihn als  Lehrling an. Haessel blieb 20 Jahre in dem Geschäft von Voß. In dieser Zeit erwarb er Kenntnisse des  Französischen, Englischen und Russischen, später auch des  Italienischen. Voß schickte seinen Mitarbeiter 1849 nach Russland. Dort besuchte Haessel Sankt Petersburg, Moskau und die Krim. Von seiner Sympathie für Russland künden Reisebriefe, die er 1851 in der Augsburger Allgemeinen Zeitung publizierte.
1853 kaufte Haessel Georg Wigands 1833 gegründete Buchhandlung. Die Firma wurde in „H. Haessels Kommissionsgeschäft“ umgewandelt. Obwohl er einen wissenschaftlichen Verlag führte, wandte sich Haessel auch der „Schönen Literatur“ zu. Ab 1863 verlegte er  Laubes neunbändigen Roman Der deutsche Krieg (1863/66). Laube hatte er schon in den 1840er Jahren in Leipzig kennengelernt. Haessel gilt als der Entdecker Conrad Ferdinand Meyers, mit dem er auch befreundet war. 1871 oder 1872 erschien dessen Versepos Huttens letzte Tage bei Haessel, das Meyer berühmt machte. Auch alle folgenden Werke Meyers erschienen bei Haessel. Andere Autoren waren Ricarda Huch, Julius R. Haarhaus, Adolf Frey, Theophil Zolling und viele andere. Außerdem verlegte Haessel deutsche Übersetzungen skandinavischer Literatur wie z. B. Romane und Erzählungen Alfred von Hedenstjernas. 1896 erschien die deutsche Übertragung von Selma Lagerlöfs Gösta Berling. Haessel war liberal gesinnt und deswegen ein Gegner Bismarcks.
Haessel engagierte sich in der Selbstverwaltung des Buchhandels und ihrer politischen Interessenvertretung dem Börsenverein der Deutschen Buchhändler in Leipzig. Er bekleidete dort zahlreiche Vorstandsämter und war auch zeitweise Schatzmeister.
Martin Glaubrecht beschreibt ihn in seinem Eintrag in der Neuen Deutschen Biographie als einen Menschen „von schroffer Redlichkeit und Generosität“ und als „erfolgreichen und risikofreudigen Verleger“.